# Argumentum ad ignorantiam
Az argumentum ad ignorantiam avagy a nemtudás mint érv szoros értelemben érvet jelent, mely szerint egy állítás igaz, mert hamissága nem bizonyított, vagy hamis, mert igazsága nem bizonyított.
Ennek egyik változata az, mikor azért nem fogadunk el valamit igaznak, mert azt elképzelhetetlennek tartjuk.

## Példák
- "Nem tudom elképzelni, hogy egy több ezer tonnás fémdarab repülni tudna a levegőben. Így a repülőgépek sohasem fognak működni." Hasonló gyakori érv volt a vonatokkal szemben, hogy nem működhetnek, mert "nyilvánvaló" volt, hogy túl nagy sebesség mellett a levegő túl gyorsan mozog ahhoz, hogy az utasok lélegezni tudjanak.
- "Nehéz elképzelni, hogy a majmok intelligensek lennének, hiszen beszélni sem tudnak." Érvelés személyes hit alapján.
- Hugh Montefiore püspök Isten valószínűsége című könyvében a következő állítással vonja kétségbe az evolúció elméletét: Hogyha a jegesmedve a sarki területek domináns ragadozója, akkor nincs szükségük fehér rejtőszínt kifejlesztni. Ezt, a képzelet hiányából fakadó érvet Richard Dawkins válaszolta meg, aki szerint hogyha Montefiore látna egy fekete színű jegesmedvét, amint megpróbál a sarki környezetben becserkészni egy fókát, akkor azonnal felismerné a fehér szőrzet előnyeit.
- "A Naprendszer fiatalabb kell, hogy legyen egymillió évnél, mert hogyha a Nap tömör szénből és oxigénből állna, akkor ilyen hőleadás mellett ennyi idő alatt teljesen el kellett volna, hogy égjen." Ez a 19. századi enciklopédiák egy nemtudásból adódó érve. Az érvelők figyelmen kívül hagyták annak a lehetőségét, hogy a szénnél hatékonyabb mód is létezik a hő termelésére. A 20. században a nukleáris fúzió felfedezésével már sokkal pontosabban, több milliárd évben tudták meghatározni a Nap életkorát.
- "Ebben a városban nem lehetne bevezetni a tömegközlekedést, mert nincs hely a vonatsínek számára." A beszélő nem veszi figyelembe azt a lehetőséget, hogy létezhetnek más módszerek is a tömegközlekedésre, például buszjáratok vagy metróalagutak formájában.

## Lásd még
- Érvelési hibák